# Niuginitrichia brukimnamel
Niuginitrichia brukimnamel är en nattsländeart som beskrevs av Wells 1990. Niuginitrichia brukimnamel ingår i släktet Niuginitrichia och familjen smånattsländor. Inga underarter finns listade i Catalogue of Life.